# Charles-Albert Costa de Beauregard
Charles-Albert Costa de Beauregard (* 24. Mai 1835 in La Motte-Servolex; † 15. Februar 1909 in Paris) war ein französischer Politiker, Historiker und Mitglied der Académie française.

## Leben
Charles-Albert Costa de Beauregard entstammte einer savoyischen Adelsfamilie. Sein Vater war Höfling am Turiner Hof des Königreichs Sardinien. König Karl Albert war sein Taufpate. Er wuchs im Schloss (heute Landwirtschaftsschule Château Reinach) in La Motte-Servolex bei Chambéry auf, hatte aber auch Verwandte in Paris und fühlte sich als Franzose. Als Chambéry 1860 endgültig französisch wurde, gehörte er dem Départementsrat des neuen Départements Savoie an. 1870 kämpfte er im Deutsch-Französischen Krieg, wurde verwundet und war 1871–1876 für eine Legislaturperiode Abgeordneter in der Nationalversammlung der Dritten Republik. Dann fühlte er sich dort als Monarchist und strenger Katholik nicht mehr wohl und zog sich als reicher Großgrundbesitzer ins Privatleben zurück, um seinen literarischen und historischen Neigungen nachzugehen. Er gehörte ab 1865 der Académie des sciences, belles-lettres et arts de Savoie an und war von 1887 bis 1889 ihr Präsident. 1890 kaufte er die Insel Port-Cros und machte sie für befreundete Intellektuelle zugänglich. Die Biographie des Königs Karl Albert und ein Roman brachten ihm 1896 den Sitz Nr. 32 in der Académie française ein. Um die Jahrhundertwende war er Mitglied der Ligue de la patrie française, die sich als antidreyfusardische Bewegung gegründet hatte. Er starb 1909 im Alter von 73 Jahren. In Chambéry tragen eine Straße und eine Schule seinen Namen.

## Werke
- Souvenirs du règne d’Amédée VIII, premier duc de Savoie. Mémoires accompagnés de pièces justificatives et de documents inédits. Chambéry 1859. (Amadeus VIII.)
- Un homme d’autrefois. Souvenirs recueillis par son arrière-petit-fils. Plon, Paris 1877. 5. Auflage 1886, 1912, 1918. (über seinen Urgroßvater Joseph-Henri Costa de Beauregard, 1752–1824)
- Le Comte Joseph de Cordon. Souvenirs réunis pour ses enfants. Chambéry 1880.
- (Hrsg.) Joseph-Henri Costa de Beauregard: Mémoires historiques sur la maison de Savoie. Bd. 4. Turin 1888.
- La jeunesse du roi Charles-Albert. Prologue d’un règne. Plon, Paris 1889.
- Les dernières années du roi Charles-Albert. Epilogue d’un règne. Milan, Novare et Oporto. Plon, Paris 1890.
- Le roman d’un royaliste sous la Révolution. Souvenirs du comte de Virieu. Plon, Paris 1892. (François-Henri de Virieu, 1754–1793)
- Prédestinée. Plon, Paris 1896. 16. Auflage 1913. (Roman)
- (Hrsg.) En émigration. Souvenirs tirés des papiers Cte A. de la Ferronnays (1777–1814). Plon, Paris 1900. (Auguste Ferron de La Ferronnays)
- Courtes pages. Plon, Paris 1902. (gesammelte Prosa)
- Madame Loyse de Savoie. Amours de sainte. Récit du XVe siècle. Plon, Paris 1907. (Luise von Savoyen)
- Pages d’histoire et de guerre. Plon, Paris 1909. (Vorwort von Henry Bordeaux)
- 1870–1871. Pendant et après les coups de feu. Plon, Paris 1909. (Briefe, hrsg. von Léon Costa de Beauregard, 1870–1955)